# 布兰奇·蒙尼尔
布兰奇·蒙尼尔（法語：Blanche Monnier，法語發音：[blɑ̃ʃ mɔnje]，1849年3月1日—1913年10月13日），在法国常称la Séquestrée de Poitiers  ，是一位来自法国维埃纳普瓦捷的富家女子。因个人感情与精神问题，曾被其母和兄长非法囚禁在家中一黑暗房间长达25年之久（1875-1901）。在此期间，其母对外假称她已逝世，甚至还举办了假的葬礼，直至1901年5月当地警方获得线索前往其家中搜查才使她重见天日。

## 个人经历
布兰奇·蒙尼尔出身于法国普瓦捷一个受人尊敬的保守資產階級家庭，拥有古老的贵族血统。年轻时的布兰奇以美貌着称，拥有诸多追求者。1874年前后，25岁的布兰奇想嫁给一位年长律师，遭到母亲蒙尼尔夫人的强烈反对，眼光高傲且保守的蒙尼尔夫人称她的女儿不能嫁给一个“身无分文的律师”。然而，布兰奇与这位律师的感情十分浓密，因而选择继续与母亲对抗以求得成全。女儿对自己的挑战使得蒙尼尔夫人十分恼怒，她开始限制布兰奇的行动，开始是不允许离开家门。后来，布兰奇的父亲逝世，布兰奇由于长期的折磨也开始精神失常，蒙尼尔夫人眼见其种种癫状，无法忍耐，就将布兰奇锁在家中阁楼一个狭小黑暗的房间的床上。自此，布兰奇彻底和外部世界隔离了，母亲和兄长馬塞爾·蒙尼尔（Marcel Monnier）则继续他们的日常生活，布兰奇的朋友失去了她的消息，都不知道她身在何方。不幸的是，她心仪的那位律师于1885年意外去世。母亲和兄长为了掩人耳目，对外宣称布兰奇已死，甚至还举办了虚假的葬礼。此后的布兰奇几乎彻底被社会遗忘和抛弃，她的呼救与挣扎虽曾被邻居和仆人听闻，但慑于蒙尼尔家族的势力，从来没有人对外揭发，这就使得这桩惨剧延续了下去。
直至1901年5月23日，巴黎的总检察长收到一封匿名信，其作者至今未知，其中披露了这场骇人听闻的监禁事件：
总检察长。我恭敬地通知您一件特别严重的事情。我说的是一个老处女，她被关在蒙尼爾夫人的房子里，半饥饿，过去25年一直靠腐烂的垃圾生活--总之，在她自己的污秽中生活。
警方迅速行动，搜查了蒙尼尔家的住宅，將布兰奇从恶劣的环境中救出。当时的景象十分惊骇，布兰奇的身上满是旧食物和糞便，床和地板上到处都是虫子。布兰奇的身体也瘦弱到萎缩变形，体重仅剩25（55磅） ，她的语言功能也有所退化。

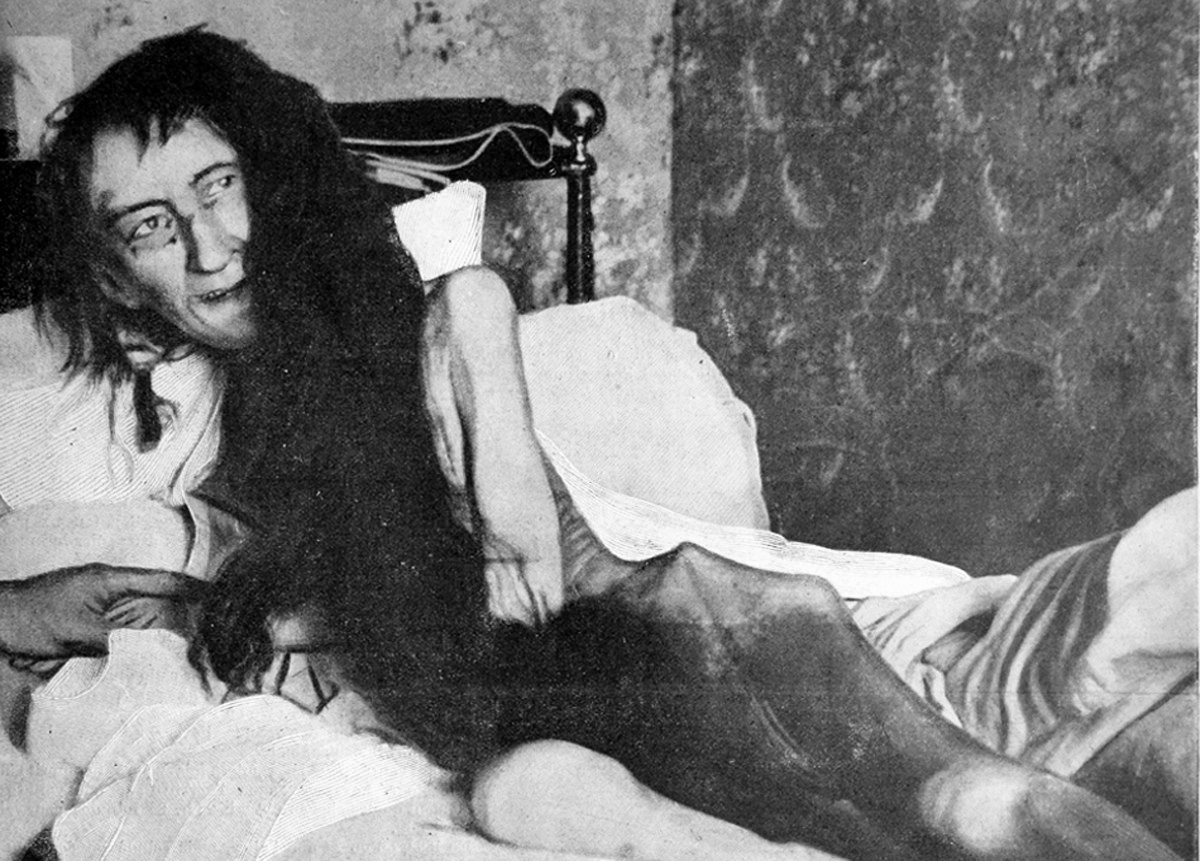
被警方刚刚发现的布兰奇·蒙尼尔，摄于1901年5月23日。

一位参与营救工作的警察这样描述了现场的情景： 
这个不幸的女子全身赤裸地躺在一个腐烂的草垫上。她的周围形成了一种由排泄物、肉块、蔬菜、鱼和烂面包的碎片组成的外壳...... 我们还看到贝壳和虫子在莫尼耶的床上乱跑。空气无法呼吸，房间里发出的气味非常难闻，我们不可能再呆下去，继续进行调查。
事件曝光后，母亲蒙尼尔夫人立刻被捕，其对待亲生子女泯灭人性的做法使社会舆论大为震惊，愤怒的民众聚集在她家门前投掷石块等物品表示愤恨和抗议。不久后，受到刺激的蒙尼尔夫人就死于声讨之中，其家族的名誉和势力也轰然倒塌。兄长馬塞爾最初被判有罪，但后来在上诉中被无罪释放；馬塞爾被认为精神上无行为能力，尽管法官批评了他的选择，但他们发现当时的刑法典中不存在“拯救的义务”，并没有足够的规则来定罪他。
得到营救后，布兰奇继续遭受各种心理健康问题的困扰。她被诊断患上了各种疾病，包括神经性厌食症、精神分裂症、露體癖和粪便嗜好症。这很快导致她住进了法国布卢瓦的一家精神病院，她最终于1913年在此逝世。她的兄长马塞尔也已于当年夏天去世 。

## 影响
1930年，安德烈·紀德出版了一本关于这一事件的书，名为La Séquestrée de Poitiers ，除了主角的名字外几乎没有改变。 据埃爾韋·吉貝爾（Hervé Guibert）说，这本书对年轻的米歇尔·福柯影响很大。